# Un povero ricco
Un povero ricco è un film italiano del 1983 diretto da Pasquale Festa Campanile.

## Trama
L'ingegnere Eugenio Ronconi vive a Milano una vita agiatissima in una grande villa ed è sposato con Romina, ma è ossessionato dal perdere tutte le ricchezze e diventare povero. Su consiglio del proprio psicanalista, decide dunque di diventare povero per circa un mese: dice al vicepresidente della sua azienda, l'avvocato Marini, che partirà per lavoro per il Medio Oriente per qualche settimana, che dovrà essere l’avvocato a occuparsi che a Romina non manchi nulla, e fa stilare una lettera di raccomandazione per un nuovo fattorino; in realtà si procura documenti falsi, si fa chiamare Eugenio Ragona, si taglia la barba e si fa assumere nella sua ditta, la S.O.F.R.A.M, come fattorino, per poter così vivere in prima persona quest'esperienza.
Nell'appartamento fatiscente che la ditta gli riserva, conosce Marta, la vicina di pianerottolo, una ex fotomodella che, pur non conoscendolo, gli diventa subito amica, mentre Eugenio se ne innamora. Eugenio viene assunto come addetto alle pulizie. Nonostante il suo lavoro umile, consiglia a un suo superiore di non mettersi in affari con una ditta giapponese, perché questa rischia il fallimento; il che succede davvero, e ad Eugenio è promesso un incontro con il presidente della ditta (lo stesso ingegner Ronconi), per una possibile promozione a ruolo più consono alle sue capacità. Per evitare di farsi scoprire Eugenio si fa licenziare.
In questo modo però perde anche l'appartamento della ditta, ed è costretto a vivere in mezzo alla strada. Qui conosce l'auto-proclamatosi capo dei barboni di Piazza Duomo, Stanislao detto Fosforo, che gli insegna i trucchi del mestiere della vita da senzatetto. Intanto, per la vergogna nasconde la sua condizione a Marta, che corteggia nella speranza che la donna lo ricambi e smetta così di concedersi ad altri per sbarcare il lunario. L'uomo perde sempre di più la stima di sé stesso, arrivando a rubare e truffare pur di mangiare: ruba al supermercato e si finge un mendicante cieco e sordo fuori di una chiesa. Ma, quando non riesce a trovare qualcosa da mangiare nemmeno tra i rifiuti, a causa dei cani feroci che lo attaccano, si arrende e torna alla sua ricca villa.
Una volta rientrato, scopre che sua moglie l'ha tradito con l'avvocato Marini. Ritorna allora da Marta e la conquista; la mattina seguente scopre quanto lei sia indebitata. Dunque Eugenio, pazzo d'amore, chiede una mano a Fosforo e si concede un'ultima truffa per aiutare la donna e portarla via dalla stanza dove attendeva i clienti. Ridiventa quindi l'ingegner Ronconi e prende una decisione drastica, cioè liquidare tutte le proprie attività, quindi regola i conti con quelli che lo circondavano e avevano approfittato di lui: caccia dalla sua villa il corrotto maggiordomo e, insieme a lui, anche Romina. Alla fine Eugenio va a vivere con Marta nella casa galleggiante che Fosforo aveva rimesso a nuovo per darla in affitto; e qui infine rivela alla donna la sua reale condizione economica, sotto una pioggia di banconote.

## Produzione
Il regista Pasquale Festa Campanile, in virtù della riuscita del film e del sodalizio lavorativo con Pozzetto (questa è stata la loro quarta e ultima pellicola insieme, dopo Nessuno è perfetto, Culo e camicia e Porca vacca), avrebbe voluto dirigere in seguito Il ragazzo di campagna, altro film con protagonista Pozzetto; ma la regia, al pari di soggetto e sceneggiatura, furono di Castellano e Pipolo.

### Cast
Piero Mazzarella, il barbone Stanislao detto Fosforo, è stato uno dei più grandi attori teatrali della scena milanese nonché pioniere, nei primi anni Ottanta, di Canale 5, rete televisiva che trasmetteva i suoi spettacoli teatrali.

### Riprese
Il film è stato realizzato fra Milano e Roma. Della prima città si vedono piazza Filippo Meda con il Grande Disco di Arnaldo Pomodoro (scena iniziale del film), largo Cairoli, piazza Oberdan (Porta Venezia), piazza San Babila, la stazione Centrale, la pinacoteca di Brera, la Darsena e Piazza XXIV Maggio; della capitale si riconoscono l'Istituto San Michele in piazzale Tosti e il mercato rionale del quartiere Marconi in via Damiano Macaluso. Alcune scene furono girate a Gratosoglio (Milano) e a Gaggiano, a sud-ovest di Milano; la scena finale sulla casa galleggiante è stata girata a Gaggiano. Per la residenza dell'ingegner Ronconi venne scelta Villa Parisi a Frascati per le scene all'interno della casa, mentre l'esterno è quello della Villa Reale di via Palestro a Milano.
La celebre scena della (finta) forchettata data da un operaio a Pozzetto è stata girata alla Darsena di Milano, da dove fino al 1979 partivano i barconi metallici carichi di sabbia e successivamente per molto tempo sono rimaste le impalcature che le davano una immagine di cantiere perenne.